# Closterium leibleinii
Closterium leibleinii  là một loài Song tinh tảo trong họ Desmidiaceae, thuộc chi Closterium.